# 鈴鹿中等教育学校
鈴鹿中等教育学校（すずかちゅうとうきょういくがっこう）は、三重県鈴鹿市庄野町にある私立中等教育学校。

## 概要
三重県北部を流れる鈴鹿川のそばに所在する。三重県内では一番新しく立てられた中高一貫校である。鈴鹿中等教育学校は完全中高一貫教育カリキュラムを組む為に2020年（令和2年）からは高校に相当する様な後期課程に外部から編入学することはできないようになっている。

### 授業概要
理系・文系とも多くの講座があり、夏季・冬季の補習なども恒例な行事で、夏休みや冬休みにも出校日が設けられている。全学年で朝の小テスト（BC）がある。講座・学習指導は以下の通り。
- 毎朝10分の小テスト
- 夏期休暇中の課外講座
- 冬期休暇中の課外講座
- 8月の学習合宿（3・4年、3泊ほど）
- 放課後の課外講座
- 土曜講座
- オリエンテーション合宿（1年入学時）

なお、鈴鹿中等教育学校完全移行前の2019年（令和元年）度まで、鈴鹿高等学校の外部入学者の一部が、鈴鹿中学校（中高一貫6年制）卒業生の進学先である、鈴鹿高校の6年制コースに編入することが認められていた。

### 建学の精神
- 「誠実で信頼される人に」を建学の精神とする
- これは、享栄学園の建学の精神で、「誠実さを基にして生徒は教師を信頼し、教師は生徒を信頼することのできる教育の場にして、ここで培った信頼感を社会に広げたい」と念願して堀敬文前理事長により掲げられた。

### 校訓
- 「誠実で信頼される人に」

## 沿革
- 1963年（昭和38年）4月 - 鈴鹿高等学校を開校、全日制普通科・商業科を設置。
- 1970年（昭和45年）4月 - 定時制家庭科を設置、全日制普通科・商業科ともに男女共学となる。
- 1971年（昭和46年）4月 - 定時制に普通科を設置。
- 1979年（昭和54年）3月 - 定時制課程を廃止。
- 1980年（昭和55年）4月 - 普通科に特進学級を開設。
- 1983年（昭和58年）4月 - 普通科に進学級を開設。
- 1986年（昭和61年）4月 - 鈴鹿中学校を開校。
- 1989年（平成元年）3月 - 商業科の募集を停止
- 1994年（平成6年）4月 - 類別体制を導入。
- 2003年（平成15年）
  - 4月 - 2期制を導入。
  - 9月 - 40周年記念館（新体育館）完成。
- 2007年（平成19年）4月 - 3期制に変更、同時に類体制から学年体制に移行。
- 2009年（平成21年）4月 - 正式に類別からコース体制へ（探究・創造）、学年体制は継続。
- 2010年（平成22年）4月 - 探究コースに少人数・特別進学クラスとして「Sクラス」を新設、探究コースで慶應義塾大学と連携して総合学習の一部を論理コミュニケーションの授業を実施。
- 2011年（平成23年）
  - 4月 - 論理コミュニケーションの授業が国語の中の論理コミュニケーション科として週に一時間授業が行われている。
  - 4月 - 論理コミュニケーションの有志生徒と教員が論理コミュニケーションの教科書を作成し発行[1]。
- 2014年（平成26年）4月 - 法人再編[2]に伴い運営者が鈴鹿享栄学園に変更。
- 2016年（平成28年）8月2日 - 平成28年度第1回私立学校審議会にて中等教育学校の設置が認可される[3]。
- 2017年（平成29年）
  - 3月30日 - 情報メディア教育センターが完成[4]。
  - 4月 - 三重県内初となる中高一貫の鈴鹿中等教育学校を開校[4]し、鈴鹿中学校を募集停止。
- 2018年（平成30年）8月29日 - 平成30年度第1回私立学校審議会にて鈴鹿中学校の廃止が認可される[5]。
- 2019年（平成31年）3月31日 - 鈴鹿中等教育学校移行完了に伴い、鈴鹿中学校を廃校。

## 学校行事
| 4月 - 入学式 - 1学期始業式 - 防災訓練 - 新入生探究オリエンテーション合宿 - 校外研修 5月 - PTA総会 - 1学期中間試験 6月 - 学園創立記念日 - クラスマッチ（3年） 7月 - 1学期期末試験 - 三者懇 - 1学期終業式 8月 - 富士登山（希望者） 9月 - 2学期始業式 - 防災訓練 - 文化祭 | 10月 - 競技会 - 2学期中間試験 11月 - 研修旅行（2年） 12月 - 2学期中間試験 - 三者懇 - 2学期終業式 1月 - 3学期始業式 - スキー研修（1年） - 推薦・帰国子女入試 2月 - 一般入試 - マラソン大会（1･2年） - 卒業式 3月 - 3学期期末試験 - クラスマッチ（1･2年） - 終了式 |

## 部活動

### 運動部
| 前期 - バスケットボール - 硬式テニス - サッカー - 軟式野球 - バレーボール - 陸上競技 | 後期 - 硬式テニス（男女） - 陸上競技 - バスケットボール同好会 - フットサル同好会 |

### 文化部
| 前期 - 吹奏楽 - 美術 - 科学 - 茶道 - 放送 - 英語 - ボランティア - クイズ | 後期 - 吹奏楽 - 美術 - 科学 - 茶道 - 放送 - 英語 - ボランティア - クイズ |

## 享栄学園グループ
学校法人鈴鹿享栄学園
当校を運営する学校法人。
- 鈴鹿中等教育学校
- 鈴鹿高等学校

学校法人：愛知享栄学園
- 享栄高等学校
- 栄徳高等学校
- 享栄幼稚園

学校法人：享栄学園
- 鈴鹿大学
- 鈴鹿大学短期大学部